# Suggan Buggan River
Der Suggan Buggan River ist ein Fluss im Südosten Australiens.
Er entspringt unterhalb des Forrest Hill in der Pilot Wilderness Area, einem bundesstaatlichen Naturschutzgebiet südlich des Kosciuszko-Nationalparks. Die Quelle liegt noch in New South Wales, direkt an der Grenze zu Victoria. Von dort fließt der Suggan Buggan River nach Südosten durch die Kleinstadt Suggan Buggan und mündet schließlich sieben Kilometer oberhalb McKillops Bridge in den Snowy River.
Der Fluss liegt zum größten Teil innerhalb von Naturschutzgebieten und Nationalparks. Auf viktorianischer Seite sind dies der Alpine-Nationalpark (nordwestlich von Suggan Buggan) und der Snowy-River-Nationalpark (südöstlich der Kleinstadt). Daher liegen mit einer Ausnahme keine Siedlungen an seinen Ufern. 